# Quiina wurdackii
Quiina wurdackii är en tvåhjärtbladig växtart som beskrevs av João Murça Pires. Quiina wurdackii ingår i släktet Quiina och familjen Ochnaceae. Inga underarter finns listade i Catalogue of Life.